# Speiredonia mutabilis
Speiredonia mutabilis là một loài bướm đêm thuộc họ Erebidae. Nó được tìm thấy ở Ấn Độ, Ceylon, Việt Nam, Đài Loan, Philippines, từ Sundaland về phía đông tới Úc, quần đảo Solomon, Nouvelle-Calédonie, Vanuatu, Fiji và Tonga.
Ấu trùng ăn các loài Acacia.